# فرودگاه گسترجین اسکین
فرودگاه گسترجین اسکین (به انگلیسی: Skien Airport, Geiteryggen) (به زبان بومی: Skien lufthavn, Geiteryggen) یک فرودگاه همگانی مسافربری با کد یاتا SKE است که یک باند فرود آسفالت دارد و طول باند آن ۱۴۰۱ متر است. این فرودگاه در کشور نروژ قرار دارد و در ارتفاع ۱۲۹ متری از سطح دریا واقع شده است.